# لاكروز (مدينة في شرق فرنسا)

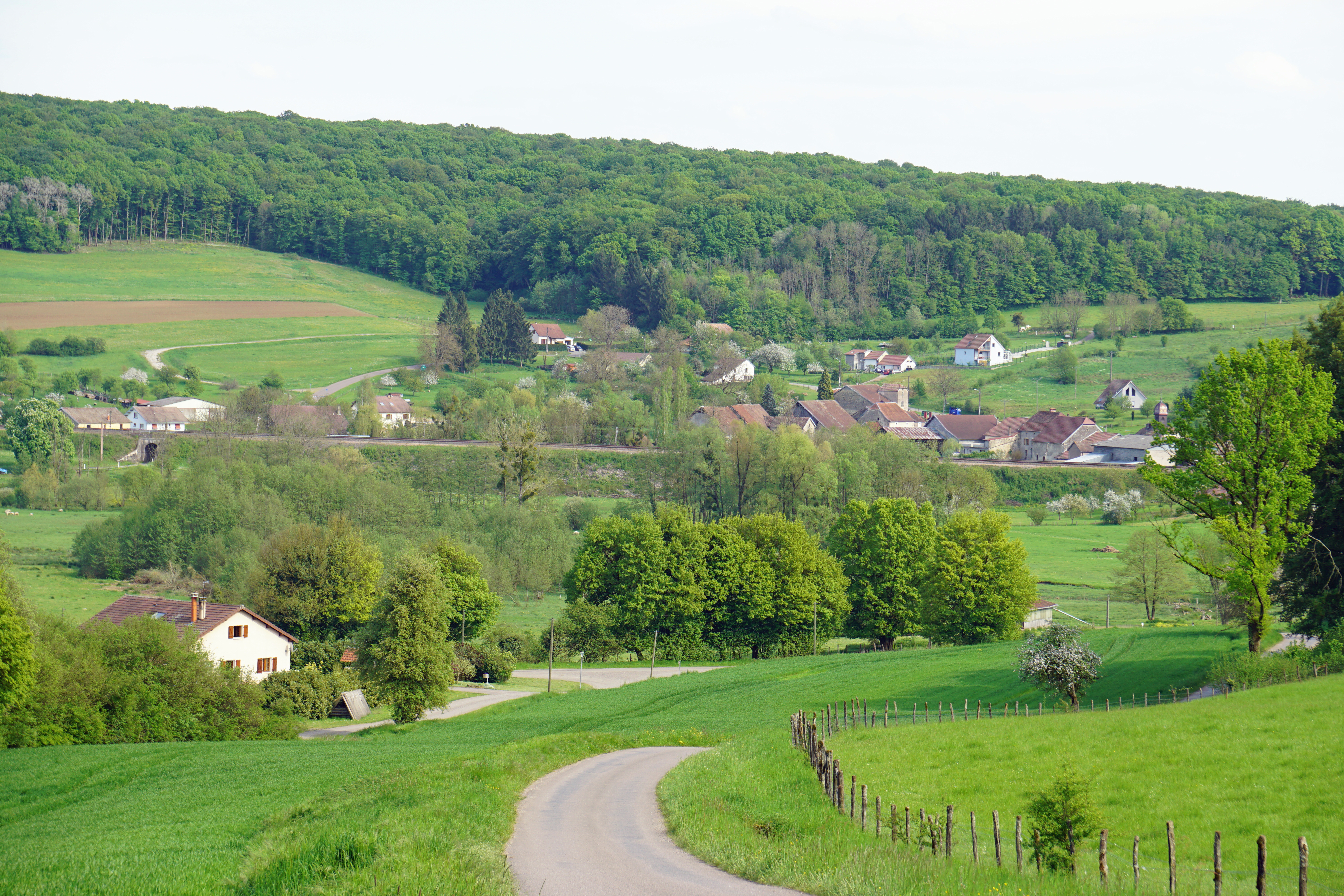
منظر عام للاكروز.

لاكروز (بالفرنسية: La creuse)‏ هي مدينة و بلدية تقع في  إقليم سون العليا التابعة لمنطقة بورغوني-فرانش كومته شرق فرنسا، ليس بعيدا عن الحدود مع ألمانيا.